# 瓦西讷
瓦西讷（法語：Voisines，法語發音：[vwazin] ⓘ）是法国勃艮第-弗朗什-孔泰大区约讷省的一个市镇，属于桑斯区。

## 地理
瓦西讷（48°15'5"N, 3°23'38"E）面积27.12 平方千米，位于法国勃艮第-弗朗什-孔泰大區约讷省，该省份为法国中北部内陆省份，西接卢瓦雷省，西北接塞纳-马恩省，南至涅夫勒省，东临科多尔省，东北与奥布省接壤。
与瓦西讷接壤的市镇（或旧市镇、城区）包括：拉波斯托勒、方丹拉加亚尔德、莱克莱里穆瓦、拉伊、萨利尼、苏西、奥勒斯河畔托里尼。

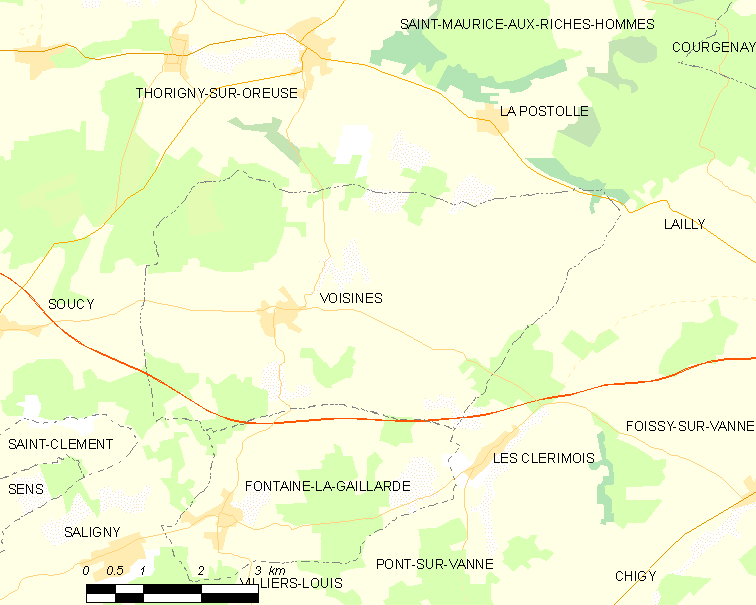
瓦西讷的OSM定位图

瓦西讷的时区为UTC+01:00、UTC+02:00（夏令时）。

## 行政
瓦西讷的邮政编码为89260，INSEE市镇编码为89483。

## 政治
瓦西讷所属的省级选区为奥勒斯河畔托里尼县。

## 人口

1962-2008年间瓦西讷人口变化图示

瓦西讷于2022年1月1日时的人口数量为528人。